# Comuna Mânzălești, Buzău
Mânzălești (în trecut, și Mânzălești-Mănești) este o comună în județul Buzău, Muntenia, România, formată din satele Beșlii, Buștea, Cireșu, Ghizdita, Gura Bădicului, Jghiab, Mânzălești (reședința), Plavățu, Poiana Vâlcului, Satu Vechi, Trestioara, Valea Cotoarei și Valea Ursului.

## Așezare
Comuna se află în nordul județului, în Munții Buzăului, pe valea Slănicului. Comuna este deservită de șoseaua județeană DJ203K, care o leagă spre sud de Cernătești și Mărăcineni (DN2, lângă Buzău), și spre nord de Lopătari. Din acest drum, pe teritoriul comunei se ramifică și alte drumuri județene: DJ204M, drum afectat în 2010 de o viitură, duce spre nord către Bisoca, iar DJ102F trece niște dealuri către valea Sărățelului și duce mai departe de-a lungul acelui râu către Berca (DN10).

## Demografie
Componența etnică a comunei Mânzălești
     Români (96,28%)
     Alte etnii (3,72%)
Componența confesională a comunei Mânzălești
     Ortodocși (96,18%)
     Alte religii (0,1%)
     Necunoscută (3,72%)
Conform recensământului efectuat în 2021, populația comunei Mânzălești se ridică la 2.069 de locuitori, în scădere față de recensământul anterior din 2011, când fuseseră înregistrați 2.591 de locuitori. Majoritatea locuitorilor sunt români (96,28%). Din punct de vedere confesional, majoritatea locuitorilor sunt ortodocși (96,18%), iar pentru 3,72% nu se cunoaște apartenența confesională.

## Politică și administrație
Comuna Mânzălești este administrată de un primar și un consiliu local compus din 11 consilieri. Primarul, Viorel Moldoveanu[*], de la Partidul Social Democrat, este în funcție din 2008. Începând cu alegerile locale din 2024, consiliul local are următoarea componență pe partide politice:
|  | Partid                          | Consilieri | Componența Consiliului | Componența Consiliului | Componența Consiliului | Componența Consiliului | Componența Consiliului | Componența Consiliului | Componența Consiliului | Componența Consiliului | Componența Consiliului |
|  | ------------------------------- | ---------- | ---------------------- | ---------------------- | ---------------------- | ---------------------- | ---------------------- | ---------------------- | ---------------------- | ---------------------- | ---------------------- |
|  | Partidul Social Democrat        | 9          |                        |                        |                        |                        |                        |                        |                        |                        |                        |
|  | Alianța pentru Unirea Românilor | 1          |                        |                        |                        |                        |                        |                        |                        |                        |                        |
|  | Partidul Național Liberal       | 1          |                        |                        |                        |                        |                        |                        |                        |                        |                        |

## Istorie
La sfârșitul secolului al XIX-lea, comuna făcea parte din plaiul Slănic al județului Buzău și era format din cătunele Bâsceni, Bustea, Cireșu, Ghizdita, Gura Bădicului, Grunju, Ichimești (Mânzălești), Plavățu, Poiana Vâlcului, Zghiabu, Trestioara, Săreni și Valea Porcului, având în total 1160 de locuitori ce trăiau în 325 de case. În comună funcționau o școală cu 40 de elevi în cătunul Gura Bădicului, 2 biserici ortodoxe în satul Jghiab (Zghiabu), 9 mori de apă, 2 făcaie, o pivă, 4 fierăstraie și o cășerie pe muntele Mușa. În acea perioadă, pe teritoriul actual al comunei Mânzălești, funcționa și comuna Mănești, în aceeași plasă, fiind formată din satele Apostari, Beșlii, Reghinești, Valea Ciomegei (astăzi, Satu Vechi) și Valea Cotorei, totalizând 900 de locuitori; aici funcționau 2 biserici (la Beșlii și Valea Ciomegei).
În 1925, cele două comune era deja unificate sub numele de Mânzălești-Mănești, cu 3565 de locuitori, cu reședința în satul Grunju și arondată aceleiași plăși.
În 1950, comuna a fost arondată raionului Cărpiniștea din regiunea Buzău și apoi (după 1952) raionului Buzău din regiunea Ploiești. Comuna Mănești avea să se separe din nou, cu numele de Beșlii, dar în 1968, ea a fost reinclusă în comuna Mânzălești, mai multe sate desființându-se și fiind incluse în altele: Apostari și Reghinești în Beșlii, Bâsceni și Grunji în Mânzălești, Piatra Lungă în Jghiab. Comuna Mânzălești a fost arondată atunci județului Buzău și și-a păstrat aceeași compoziție de atunci.

## Monumente istorice

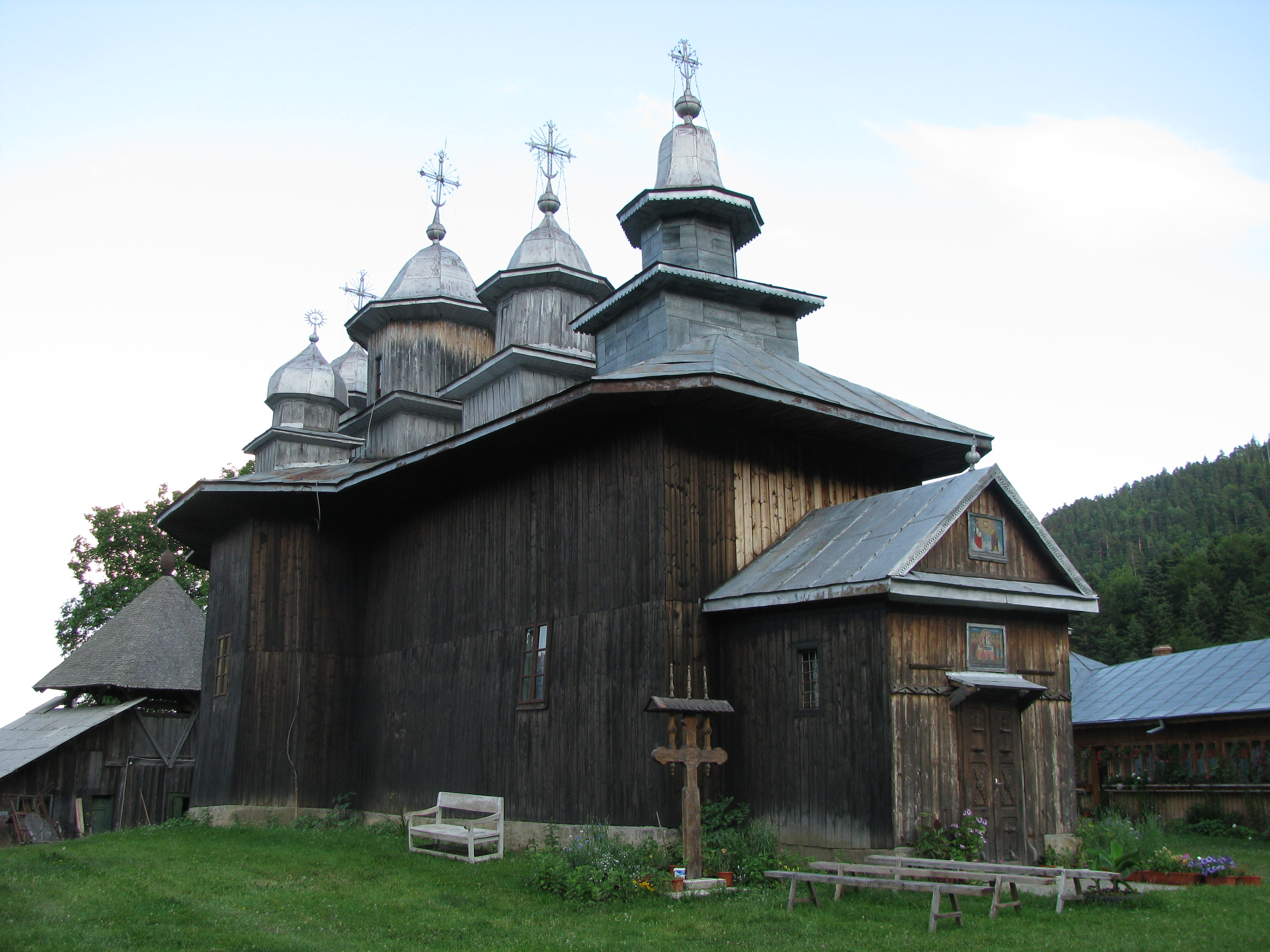
Biserica mănăstirii Găvanu din satul Plavățu

Trei obiective din comuna Mânzălești sunt incluse în lista monumentelor istorice din județul Buzău, ca monumente de interes local. Toate sunt din categoria monumentelor de arhitectură: casa Stana Coman din satul Gura Bădicului (începutul secolului al XX-lea); casa Radu Cristea din satul Jghiab, din aceeași perioadă; și biserica de lemn „Adormirea Maicii Domnului” a mănăstirii Găvanu din satul Plavățu, construită în 1828.